# Айнский язык
А́йнский язы́к (айн. アイヌ イタㇰ айну итак, яп. アイヌ語 айнуго) — язык айнов, на котором они ранее говорили на островах курильской гряды, Сахалине и на северных японских островах. В XXI веке язык сохраняется только на острове Хоккайдо в Японии. На территории России курильско-айнский диалект айнского языка исчез в начале XX века.
Является синтетическим агглютинативным изолированным языком (не родственным какому-либо другому в мире). Записывается с помощью катаканы.

## Историческое распространение
Ранее айнский язык был распространён на юге острова Сахалин, на Курильских островах и крайней южной оконечности Камчатки. Ещё раньше на айнском языке и его диалектах говорили на большей части Японии, о чём, по-видимому, свидетельствуют ряд японизированных топонимов предположительно айнского происхождения: xуци «бабушка», «хранительница очага» → яп. Фудзи; туйма «далёкий» → яп. Цусима.
Айнская топонимика сохранилась в названиях островов Курильской гряды: Шикотан — Си котан («Большое населённое место»), Кунашир — Куннэ сири («Чёрная земля»), Итуруп — Эторопа («Медуза»), Уруп — Уруп («Лосось»), Симушир — Си мосир («Большой остров»), Кетой — Китой («Травяной»), Ушишир — Уси сири («Остров бухты») и другие.
На островах Кунашир, Итуруп и Хабомаи айны говорили на южнокурильском диалекте, но айны этих островов были довольно быстро ассимилированы, и этот диалект не изучен — сегодня у лингвистов сведений о нём почти нет.
В 1875 году в России был издан Айнско-русский словарь М. М. Добротворского
Северокурильский диалект айнского языка был распространён на северных островах курильской гряды. В 1875 году, после заключения Петербургского договора, все Курильские острова отошли к Японии и японские власти переселили северокурильских айнов на остров Шикотан. К 1941 году на Шикотане остались всего несколько айнов. Вследствие всего этого северокурильский диалект изучен плохо, имеется только несколько кратких описаний, сделанных Мураямой Ситиро.
На территории России айнский язык исчез в начале XX века.

## Современное состояние
В конце XIX — начале XX веков айнский язык испытал краткий всплеск популярности на юге Сахалина. Как отмечает Сахалинский календарь за 1898 год, язык использовался как лингва франка между местной российской администрацией, первыми колонистами и японскими рыбопромышленниками. С образованием Карафуто айнский быстро пришёл в упадок.
В конце 1980-х в городе Нибутани (часть города Биратори на острове Хоккайдо) жило порядка 100 носителей айнского языка, из которых использовали его ежедневно не более 15 человек. В начале 1990-х годов в Японии усилилось движение за возрождение айнского языка. Активистом движения выступил член японского парламента Сигэру Каяно. Благодаря его деятельности начался выпуск газеты на айнском языке.
К 2007 году представители народа айнов остались только на острове Хоккайдо в Японии — около 25 тысяч человек — но многие из считающих себя айнами не говорят на айнском языке.
По состоянию на 2024 год, носители айнского языка остались только в Японии (последний носитель сахалинского диалекта умер в 1994 году). 
В России айнский язык лингвисты считают исчезнувшим (ни один житель страны на нём не говорит), однако в ходе переписи населения, проходившей в 2021 году, 170 человек указали, что владеют айнским языком. Специалисты Института языкознания РАН считают, что респонденты переписи указали этот исчезнувший язык в качестве языка владения потому, что это язык их национальности, хотя они на нём не разговаривают.

## Диалектология
В 1950-х в айнском языке было выделено 23 диалекта, однако ранее, видимо, их количество было бо́льшим. Наиболее значительные различия были между диалектами айнов островов Хоккайдо и Сахалина (о других территориях почти нет данных).

## Внешние связи
Родство айнского языка с другими языками и языковыми семьями не установлено, он считается изолированным. 
По мнению некоторых исследователей, айнский язык может быть генетически связан с гипотетической дене-енисейской семьёй (в типологическом плане с японским и другими соседними языками его не объединяет ни одной черты).
Другие же исследователи считают наиболее вероятной гипотезой его принадлежность алтайским или же австронезийским и австроазиатским языкам.
К перспективным направлениям в плане поиска «родственников» айнского языка можно отнести также:
- аустрические языки[9];
- языки американских индейцев;
- папуасские языки;
- языки аборигенов Австралии;
- чукотско-камчатские языки;
- сравнение с другими изолированными языками, как то: баскским, бурушаски и другими[10].

## Письменность
В 1948 году в кальдере вулкана Богдан Хмельницкий на Итурупе советский геолог Георгий Власов обнаружил и отснял образцы пиктографии. С 1979 года их расшифровкой занимался видный советский лингвист Юрий Кнорозов. В этих петроглифах прослеживаются зачаточные формы древней письменности айнов.
Первые зафиксированные записи айнского языка были сделаны русскими путешественниками (кириллицей), их систематизированная публикация началась во второй половине XVIII века в Санкт-Петербурге, в Императорской академии наук. В конце XIX века их стал записывать английский миссионер Джон Бэчелор, он же издал книги на этом языке. В настоящее время для записи используется катакана; имеется спецификация Юникода для расширенной айнской катаканы.
Айнский алфавит по словарю Батчелора:
- A a (ア). アァ, a, «а».
- B b (—). バ, ba, «ба»; ベ, be, «бэ»; ビ, bi, «би»; ボ, bo, «бо»; ブ, bu, «бу».
- C c (チ). テ, che, «цэ»; チ, chi, «ци»; チャ, cha, «ця»; チョ, cho, «цё»; チュ, chu, «цю».
- D d (—). ダ, da, «да»; デ, de, «дэ»; ヂ, ji, «дзи»; ド, do, «до»; ヅ, du, «ду».
- E e (エ). エェ, e, «э».
- F f (フ). フ, fu, «фу».
- G g (—). ガ, ga, «га»; ゲ, ge, «гэ»; ギ, gi, «ги»; ゴ, go, «го»; グ, gu, «гу».
- H h (ハ). ハ, ha, «ха»; ヘ, he, «хэ»; ヒ, hi, «хи»; ホ, ho, «хо»; フ, hu, «ху».
- I i (イ). イィ, i, «и».
- K k (ケ). カ, ka, «ка»; ケ, ke, «кэ»; キ, ki, «ки»; コ, ko, «ко»; ク, k (u), «к(у)».
- M m (マ). マ, ma, «ма»; メ, me, «мэ»; ミ, mi, «ми»; モ, mo, «мо»; ム, m (u), «м(у)».
- N n (ナ). ナ, na, «на»; ネ, ne, «нэ»; ニ, ni, «ни»; ノ, no, «но»; ヌ, nu, «ну»; ン, n, «н».
- O o (オ). オォ, o, «о».
- P p (ピ). パ, pa, «па»; ペ, pe, «пэ»; ピ, pi, «пи»; ポ, po, «по»; プ, p (u), «п(у)».
- R r (ラ). ラ, ra, «ра»; レ, re, «рэ»; リ, ri, «ри»; ロ, ro, «ро»; ル, ru, «ру».
- S s (サ). サ, sa, «са»; セ, se, «сэ»; シ, shi\sh, «си\сь»; ソ, so, «со»; ス, s (u), «с(у)»; シャ, sha, «ся»; ショ, sho, «сё»; シュ, shu, «сю».
- T t (タ). タ, ta, «та»; テ, te, «тэ»; チ, ti, «ти»; ト, to, «то»; ツ, t (u), «т(у)».
- U u (ウ). ウゥ, u, «у».
- W w (ワ). ワ, wa, «ва»; ウェ, we, «вэ»; ウィ, wi, «ви»; ウォ, wo, «во».
- Y y (ヤ). ヤャ, ya, «я»; イェ, ye, «е»; ヨョ, yo, «ё»; ユュ, yu, «ю».
- ッ — сокуон, удвоение согласной.

## Лингвистическая характеристика

### Фонетика и фонология

#### Согласные
Набор согласных в айнском языке небольшой; фонологически различается всего около 10—12 согласных в зависимости от диалекта. В некоторых диалектах c и фонема [ʔ] отсутствуют.
Нет фонологически значимого противопоставления по глухости/звонкости; p, t, c, k обычно озвончаются в [b], [d], [dz], [g], соответственно, после носовых согласных и между гласными.
|             | Билабиальные | Альвеолярные  | Палатальные | Велярные | Гортанные |
| ----------- | ------------ | ------------- | ----------- | -------- | --------- |
| Взрывные    | p [p]        | t [t]         |             | k [k]    | ' [ʔ]     |
| Аффрикаты   |              | c [t͡s] / [t͡ʃ] |             |          |           |
| Фрикативные |              | s [s]         |             |          |           |
| Носовые     | m [m]        | n [n]         |             |          |           |
| Одноударные |              | r [ɾ] / [l]   |             |          |           |
| Глайды      | w [w]        |               | y [j]       | h [h]    |           |

#### Гласные
В айнском языке 5 гласных. Противопоставление по долготе/краткости и носовые гласные отсутствуют. Единственной огублённой гласной является [u], однако она может терять огубленность под влиянием японского языка.
|                | Передние | Средние | Задние |
| -------------- | -------- | ------- | ------ |
| Верхний подъём | i        |         | u      |
| Средний подъём | e        |         | o      |
| Нижний подъём  |          | a       |        |

Структура айнского слога — CV(C). В конце слова не могут находиться только c, h и '. 
На стыке слогов происходят следующие чередования:
- r → n перед n, r
- r → t перед t, c
- n → y перед y, s

Может происходить ассимиляция звуков: e-kor nonno /ekon nonno/. 

#### Ударение
Ударение в айнском языке — музыкальное. Повышением тона всегда выделяется один слог: если первый слог закрытый, то первый, если же он открытый, то первый или второй. Ударение является фонологически значимым:
- nina «рубить дрова» — nina «стирать в порошок».

### Типологические характеристики

#### Тип выражения грамматических значений
Айнский язык является синтетическим. Обычно глагольная основа состоит не более чем из трёх морфем, однако теоретически она может включать и 6:
1. повышающие валентность приставки (e-, ko-);
2. возвратные приставки (yay-, si-), приставка взаимности (u-) или понижения валентности (i-);
3. повышающие валентность приставки (могут быть употреблены дважды);
4. корень;
5. суффиксы единственности/множественности и переходности/непереходности;
6. каузативные суффиксы (-re, -yar).

К глагольной основе также присоединяются лично-числовые показатели субъекта и объекта и могут присоединяться показатели наклонения и локативности.
В именной парадигме синтетически выражается только притяжательность, различные же локативные показатели присоединяются аналитически.
Богатая парадигма глагола придаёт айнскому языку черты полисинтетизма. Кроме того, в нём также возможна инкорпорация:
- 'api «огонь» + 'ari «разжигать» > 'api’ari «разжигать огонь»;
- he «голова» + 'usi «прикреплять (что-то к чему-то)» > he’usi «надевать (что-то) на голову»;
- kewe «тело» + ri «быть высоким» > keweri «быть высокого роста».

В классическом[прояснить] айнском инкорпорация была распространена значительно больше, чем в современном, однако и в нём можно найти её примеры (вероятно, лексикализованные):
- Asir cise ci-kar kor…

new house 1PL(EXCL)-make and
«Мы построили новый дом и…»
- Ney ta cise-kar-as.

there at house-make-1PL(EXCL)
«Мы построили там дом»

#### Характер границы между морфемами
В айнском языке большинство грамматических показателей присоединяется агглютинативно, однако присутствуют также флективные показатели (часть лично-числовых показателей глагола, притяжательных показателей имени и глагольных показателей с пространственным значением).
- Amset-kasi a-i-o-resu.

bed-top PASS-1SG/O-APPL-raise
«Меня воспитывали на [этой] кровати»
- nekonan-kur a-o-res-pa…

what kind of person PASS-APPL-raise-PL
«Какого человека воспитывают».
Флективными же, например, являются сочетания субъектных префиксов 1 лица единственного числа (ku-) и 1Pl.excl (ci-) с объектными префиксами 2 лица единственного (e-) и множественного числа (eci-), которые в разговорном языке сливаются в единый показатель eci-, теряя свою агглютинативность.

#### Локус маркирования

##### В посессивной именной группе
В посессивной именной группе зависимость маркируется на вершине, то есть на обладаемом, если обладаемое является неотчуждаемым. У каждого имени есть притяжательная форма, образуемая при помощи суффикса -(V)hV и личных приставок.
- nea aynu macihi

that man wife (poss.)
«Жена того мужчины»
- huci sikihi

g.mother eyes (poss.)
«Глаза бабушки»
- sapo ninkarihi

sister earrings (poss)
«Серьги сестры»
- Cita unarpehe

Cita aunt (poss.)
«Тётя Читы».
Вариант суффикса -hV используется для основ, оканчивающихся на гласный, причём гласный суффикса совпадает с гласным основы. Для основ на согласный используется суффикс -VhV (с одинаковыми V), где гласные часто (но не всегда) также совпадают с последним гласным основы.
Личные префиксы совпадают с личными субъектными префиксами переходного глагола:
| 1      | 1                    | 1                     | 2      | 2      | 3          |
| Ед. ч. | Мн. ч. (инклюзивное) | Мн. ч. (эксклюзивное) | Ед. ч. | Мн. ч. | Ед./Мн. ч. |
| ------ | -------------------- | --------------------- | ------ | ------ | ---------- |
| ku-    | a-                   | ci-                   | e-     | eci-   | Ø-         |

- sik «глаз»
- sik-ihi «его глаз»
- ku-sik-ihi «мой глаз»[24].

В качестве притяжательной формы может использоваться также конструкция с глаголом kor «иметь», если обладаемое отчуждаемо: kukor seta «моя собака („я имею собаку“)».

##### В предикации
В клаузе, как и в посессивной именной группе, также используется вершинное маркирование, зависимость выражается на глаголе:
- ku-i-kore

1SG-2HON-give
«Я даю тебе (HON)»
- e-en-kore

2SG-1SG-give
«Ты даёшь мне»
- eci-un-kore

2PL-1PL-give
«Вы даёте нам».
- Keita hoski-no Ø-en-kik kusu, kani ka ku-Ø-kik ruwe ne.
- Keita first-ADVZ 3.S-1SG.O-hit because, I also 1SG-3.O-hit ASRT COP
- «Кэйта ударил меня первым, поэтому я тоже его ударил!»[26][уточнить]

#### Тип ролевой кодировки
Тип кодирования глагольных актантов в айнском языке можно считать трёхчастным с совпадением показателей подлежащего переходного и непереходного глагола в 1 лице единственного числа (номинативный строй) и совпадением всех показателей во 2 и 3 лице (нейтральная модель):
|   |                                      | S    | A    | P    |
| - | ------------------------------------ | ---- | ---- | ---- |
| 1 | Ед. ч.                               | ku-  | ku-  | en-  |
| 1 | Мн. ч. (инклюзивное, «мы с тобой»)   | -an  | a-   | i-   |
| 1 | Мн. ч. (эксклюзивное, «мы без тебя») | -as  | ci-  | un-  |
| 2 | Ед. ч.                               | e-   | e-   | e-   |
| 2 | Мн. ч.                               | eci- | eci- | eci- |
| 3 | Ед. / Мн. ч.                         | Ø    | Ø    | Ø    |

(где S — субъект непереходного глагола, A — субъект переходного глагола, P — объект переходного глагола)
Показатели инклюзивного 1 лица множественного числа также используются как показатели вежливости 2 лица, показатели первого лица любого числа при цитировании и показатели неопределённого субъекта (иногда называемого «четвёртым лицом»).
- Cis-as kor arki-as.

cry-1PL.SUBJ.EXCL while go.PL-1PL.SUBJ.EXCL
«Мы шли, плача»
- Unu ka ona ka ci-Ø-sak

mother even father even 1PL.SUBJ.EXCL-3PL.OBJ-not.have
«У нас нет ни матери, ни отца»
- Ø-un-toykokikkik

3PL.SUBJ-1PL.OBJ.EXCL-beat.violently
«Они нас побили»
- Orwa ku-kor kotan ta oray-as

then 1SG-have village in be(PL)-1PL(EXCL)
«А потом мы были в моей деревне»

### Грамматика
Грамматика существительного в айнском языке развита меньше, чем грамматика глагола. Грамматического рода нет; число обычно тоже не различается. Глагол является основной частью речи: в предложении всё, кроме глагола, является, по большому счёту, необязательным к употреблению, потому что в глаголе выражается вся необходимая грамматическая информация. Во всех предложениях существует строгий порядок слов: подлежащее — дополнение — сказуемое, глагол всегда замыкает предложение. В вопросительных предложениях порядок слов также не меняется.
В айнском языке можно выделить следующие знаменательные части речи: имена, глаголы (к которым относятся и стативные глаголы, обозначающие признак, соответствующие прилагательным в русском языке), числительные, наречия и указательные местоимения. Широко используются союзные слова.

#### Имена
Имена не склоняются по падежам, однако есть система частиц, в том числе постпозитивных, передающих некоторые грамматические отношения, как например:
- дативность
- локативность
- аллативность
- аблативность
- инструментальность
- комитативность (причём, если слово с комитативной частицей относится к субъекту или объекту, глагол с ними согласуется во множественном числе)
- транслативность
- каритивность

Число обычно тоже не выражается в имени: одна и та же форма может обозначать как один объект, так и их множество. К одушевлённым именам, однако, при необходимости может присоединяться частица utar со значением множественности. 

#### Глаголы
В айнском языке есть три класса глаголов: переходные (в них выражается и субъект, и объект действия), непереходные (выражают лишь субъект) и безличные (не присоединяют ни показателей объекта, ни субъекта). 
Субъектное и объектное согласование выражается в основном приставочно, однако для субъекта непереходного глагола в 1 лице множественного числа используются суффиксы или же, по мнению некоторых исследователей, постпозитивные частицы.
Различаются два наклонения (изъявительное и повелительное), модальные и видовые значения передаются постпозитивными частицами.
Модальность:
- желательность
- предположительность
- долженствование
- чрезмерность проявления действия/свойства

Вид:
- перфектность
- завершённость
- неоднократность повторения действия

Грамматическая категория времени глагола отсутствует. Глагол может выражать как настоящее время, так и прошедшее и будущее, оставаясь неизменным: ku-mokor «я спал, сплю, буду спать». 
У некоторых глаголов в корне бывает выражена множественность одного из аргументов (у переходных — объекта, у непереходных — субъекта):
- ’an «есть» — ’oka «суть»,
- ’ek «приходит» — ’arki «приходят»
- ’arpa «идёт» — paye «идут»
- ’as «стоит» — roski «стоят»
- raike «убивает (одного)» — ronnu «убивает (многих)».

Присутствует также постфикс -pa, выражающий множественность самого действия (которое, в том числе, может совершаться несколькими субъектами или в отношении нескольких объектов).

##### Непереходный глагол
Лицо субъекта непереходного глагола в айнском языке выражается с помощью приставок: ku- (или k- в зависимости от диалекта), e-, нулевой показатель. 
Примеры:
- ku-hoyupu «я бегу»;
- e-hopuni «ты встаёшь»;
- ma «он/она плавает»;
- seta ma «собака плавает».

##### Переходный глагол
Айнский переходный глагол совмещает в себе показатель субъекта и объекта действия: tanpe eci-kore na «я дам тебе это», где приставка eci- означает «я-тебе».

##### Безличный глагол
Безличные глаголы в айнском языке часто используются тогда, когда говорят о погоде: sirsesek «(на улице) жарко, погода жаркая», sirmeman «(на улице) прохладно, погода прохладная». Чтобы говорить о других явлениях, не связанных с погодой, в этом случае используются другие глаголы — sesek «быть горячим, ощущать жар» и meman «быть прохладным, ощущать прохладу». Другие примеры «погодных» безличных глаголов: noto an «стихать, (ветер) стихает», imeru at «сверкать (о молнии)». 

##### Отрицание
Глагольное отрицание в айнском языке выражается при помощи частицы somo, идущей перед глаголом:
- somo ku-nepki, ku-mokor «я не работаю, я сплю».

Есть также более длинное отрицание ka somo ki, которое может усилить отрицание; оно идёт после глагола:
- ku-nepki ka somo ki. ku-mokor.

##### Глагол-связка
Глаголом-связкой в айнском языке является ne; он становится в конце предложения.
Примеры:
- tanpe nonno ne «это цветок (есть)»;
- seta cikoykip ne «собака — животное»;
- paskur cikap ne «ворон — птица».

Отрицание при этом может выражаться двумя способами: либо при помощи частицы somo, либо при помощи somo и энклитики ka (в этом случае значение отрицания усилено, что может передаваться как «даже не», «тоже не» или «совсем не»).
Примеры:
- tanpe nonno somo ne, tanpe nonno ka somo ne «это не цветок»;
- yuk somo kamuy ne, yuk kamuy ka somo ne «олени — не ду́хи».

#### Прилагательное
В айнском языке прилагательное не выделяется — вместо них используются непереходные глаголы с приставками, указывающими на лицо подлежащего:
- nonno hure «цветок (есть) красный»;
- e-poro «ты большой»;
- pewre «он/она молодая».

#### Числительные
В айнском языке используется двадцатиричная система счисления.
- wan e asikne hotne

ten thereby five twenty
90 (без десяти пятью двадцать)
Числительные имеют две формы: определительную и образованную от неё обстоятельственную (используемую с глаголами).

#### Дейксис
В айнском языке используется трёхчленная дейктическая система:
- te — близко к говорящему,
- ta — относительно недалеко от говорящего
- to — далеко от говорящего.

Сами эти основы используются как наречия, указательные местоимения же образуются от них прибавлением глагола «быть» в соответствующем числе.

#### Эвиденциальность
Айнский язык может выражать степень достоверности действия. Например, конструкция со словом ruwe значит, что говорящий сам наблюдал описываемое действие, а конструкция с hawe — то, что он знает о событии с чужих слов.

### Синтаксис
Основным порядком слов в айнском языке является «подлежащее—дополнение—сказуемое» (SOV):
- kamuy aynu rayke

bear person kill
«Медведь убил человека»
- aynu kamuy rayke

person bear kill
«Человек убил медведя».
Однако, если допустимо лишь одно толкование предложения (обусловленное семантикой или контекстом), возможен и порядок OVS:
- Kane rakko arespa kamuy ronnu. (Itadori)

golden otter raised god kill
«Бог (=герой) взращенный (нами) убил золотую морскую выдру»
- Amam totto esose wa… (Ishikari)

rice mother borrow and
«Мать заняла риса и…»
Как языку типа SOV, айнскому присущи и такие закономерности в порядке слов, как постановка обладателя перед обладаемым, аттрибутивов и относительных клауз перед существительным, к которому они относятся, и так далее.

### Лексика

#### Имя существительное
Ниже приводятся примеры имён существительных курильских айнов в кириллической фонетической транскрипции:
- имерайка — «рыба»[42]
- имеранки — «стужа»[42]
- кмачи — «жена»[43]
- кноммачи́ — «дочь»[44]
- кпу́гу — «сын»[44]
- онумань — «вечер»[45]
- оньчо — «ширина»[45]
- ота́ — «песок»[46]
- отӷурь — «гора»[46]
- отоп — «волос»[47]
- отьвампь — «шест»[46]
- поне — «кость»[48]
- пу́мат — «девушка»[49]
- пумпу — «дитя»[49]
- сикувь — «свет»[50]
- сикнуха — «жизнь»[50]
- сиркунне́ — «ночь»[51]
- трïива — «высота»[50]
- упать — «снег»[52]
- че — «город»[53]
- чуп — «солнце»[54]
- чупь — «месяц»[54]
- чуппу — «месяц»[54]

#### Числительное
Имена числительные курильских и камчатских айнов по-русски звучат следующим образом:
|            | 1      | 2    | 3    | 4     | 5       | 6        | 7        | 8         | 9           | 10     | 100       | 1000            |
| ---------- | ------ | ---- | ---- | ----- | ------- | -------- | -------- | --------- | ----------- | ------ | --------- | --------------- |
| курильских | шинепь | тупь | непь | инепь | ашинепь | ошьвампь | аравампь | тумисампе | шинимесампе | оампе  | н/д       | н/д             |
| камчатских | синепь | тупь | репь | инепь | азикь   | ивань    | арвамь   | тубись    | синспись    | уупись | уаннуампе | уаномь-не-уампе |

#### Глагол
- ишама́ — «есть» в значении «принимать пищу»[56];
- кпекреиӷïуа — «пить»[44];
- кмо́коньросива — «спать»[43].

#### Наречие
- понва — «мало»[48];
- ретаноо́ — «бело»[57];
- трïива́ — «высоко»[50].

#### Служебные части речи
- ишамь — «нет»[56].

## Айнская литература
Поскольку письменность на айнском языке отсутствовала, айнской литературы не существует. Известны лишь многочисленные устные эпические произведения айнов — юкары, по лингвистическим характеристикам — наддиалектного характера, по содержанию — в основном мифологические сюжеты. Сказания передавались из уст в уста. Стремительное угасание айнской культуры в XIX—XX веках под давлением японской едва не привело к исчезновению устной традиции. В настоящее время ведутся работы по записи и переводу на другие языки всех известных сказаний айнов.

## История изучения
Ранние исследования айнского языка (тогда он назывался «курильским») русскими лингвистами относятся к XVIII веку. С. П. Крашенинников составил подборку слов коренного населения Камчатки (обитавшего на Лопатке) и Курил, которые затем были опубликованы Императорской академией наук под редакцией П. С. Палласа. В XIX веке язык исследовали русский врач М. М. Добротворский, составивший первый айнско-русский словарь 1875 года издания, и английский миссионер Джон Батчелор, а в начале XX века — известный русский востоковед Н. А. Невский, а также Бронислав Осипович Пилсудский. Впоследствии, основные исследования айнского языка вели японские этнографы и лингвисты (Кёсукэ Киндаити, Масихо Тири, Сиро Хаттори, Судзуко Тамура и другие).

## Носители
- Каяно, Сигэру — один из последних носителей языка.
- Айну таймудзу — единственный журнал на айнском языке.

## Комментарии
1. 1 2  Айны не знали кириллицы, предлагаемая русская фонетическая транскрипция подготовлена под редакцией П. С. Палласа.